# Panagióta Daskalopoúlou
Panagióta Daskalopoúlou, en grec moderne : Παναγιώτα Δασκαλοπούλου, est une mathématicienne et professeure d'université gréco-américaine.

## Carrière
Panagióta Daskalopoúlou obtient un diplôme de l'université d'Athènes, en 1986, puis elle obtient son doctorat à l'université de Chicago en 1992, sous la direction de Carlos Kenig. Après un séjour à l'Institute for Advanced Study, elle rejoint le corps enseignant de l'université du Minnesota, en 1993, puis celui de l'université de Californie à Irvine en 1995, avant de revenir à Columbia en 2001.
Panagióta Daskalopoúlou est professeure de mathématiques à l'université Columbia. Ses recherches portent sur les équations aux dérivées partielles et la géométrie différentielle. À Columbia, elle est également directrice des études de premier cycle en mathématiques.
Elle est nommée membre de l'Académie américaine des arts et des sciences en 2022.
Elle est lauréate du prix Ruth-Lyttle-Satter décerné par l'American Mathematical Society, conjointement avec Nataša Šešum, « pour leurs travaux novateurs dans l'étude des solutions antiques aux équations d'évolution géométrique ».